# 릭 폭스
릭 폭스(Rick Fox, 1969년 7월 24일 ~ )는 캐나다의 배우, 전직 농구 선수이다.

## NBA선수 시절
1991년부터 2004년까지 선수로 활약했으며 1991년~1997년에는 보스턴 셀틱스 소속으로 1997년~2004년까지는 로스앤젤레스 레이커스에서 활약하였다.
레이커스에서 활동하던 시기에는 샤킬 오닐과 코비 브라이언트와 같이 활약하였으며, 이 두 선수를 보조해주면서 2000년부터 2002년까지 레이커스의 3회 연속 우승에 기여하였다.